# Barry McGuigan
Barry McGuigan est un boxeur irlandais né le 28 février 1961 à Clones.

## Carrière
Passé professionnel en 1981, il devient champion britannique des poids plumes en 1983 puis champion d'Europe EBU la même année aux dépens de l'Italien Valerio Nati. Après trois défenses victorieuses contre Esteban Eguia, Clyde Ruan et Farid Gallouze, il remporte le titre mondal WBA de la catégorie le 8 juin 1985 en battant aux points à Londres Eusebio Pedroza.
McGuigan conserve sa ceinture face à Bernard Taylor et Danilo Cabrera puis est détrôné le 23 juin 1986 par Steve Cruz (défaite aux points en 15 rounds). Il met un terme à sa carrière en 1989 sur un bilan de 32 victoires et 3 défaites

## Distinctions
- Barry McGuigan est élu sportif de l'année (BBC Sport) en 1985.
- Cruz - McGuigan est élu combat de l'année en 1986 par Ring Magazine.
- Il est membre de l'International Boxing Hall of Fame depuis 2005.